# Heilig-Kreuz-Kirche (Wittstock/Dosse)

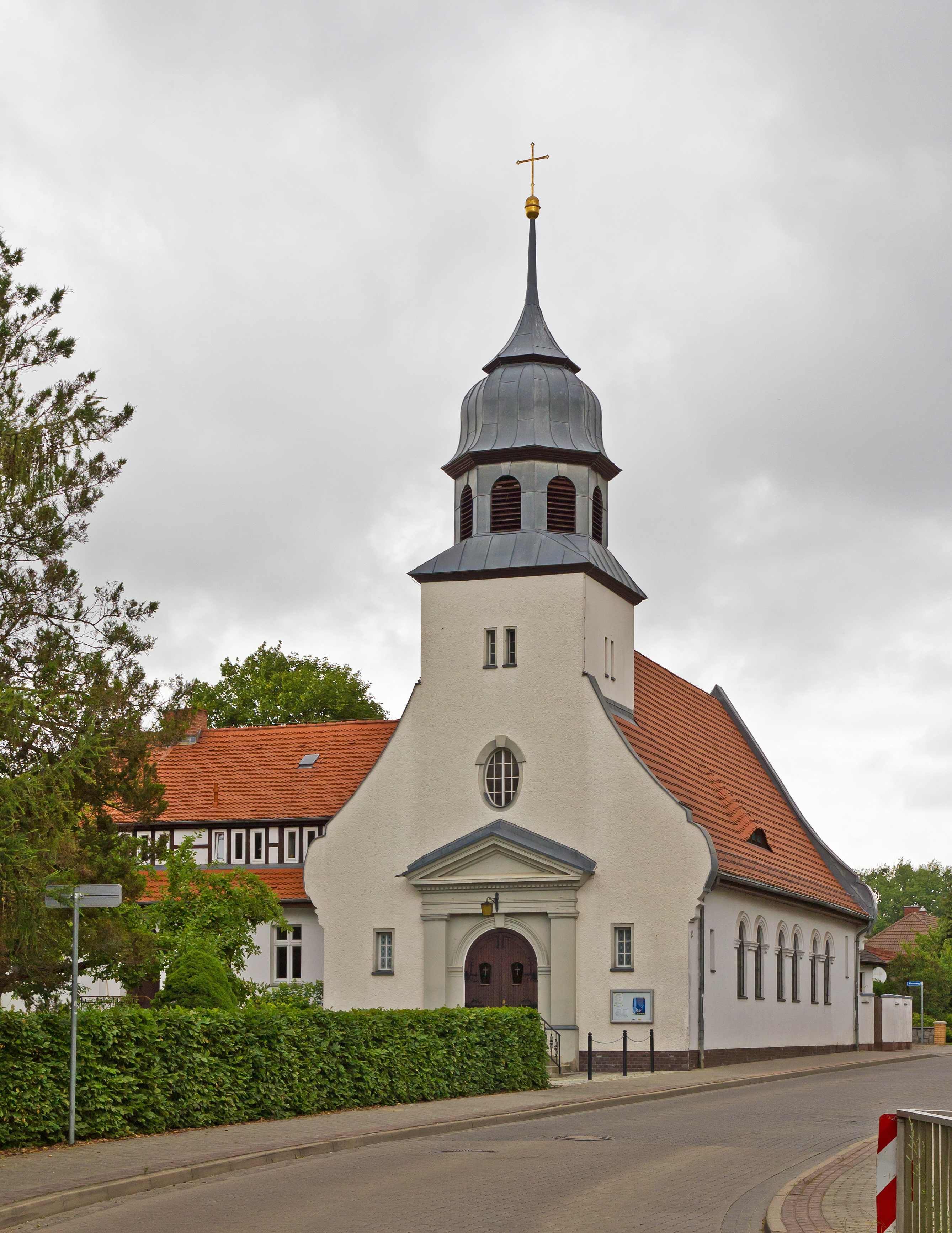
Heilig-Kreuz-Kirche in Wittstock/Dosse

Die römisch-katholische Heilig-Kreuz-Kirche ist ein Kirchengebäude in Wittstock/Dosse, einer Stadt im brandenburgischen Landkreis Ostprignitz-Ruppin. Die Kirchengemeinde gehört zur Pfarrei Heilig Kreuz Wittstock im Erzbistum Berlin. Das Bauwerk steht unter Denkmalschutz.

## Beschreibung
Die Kirche steht westlich des Stadtkerns von Wittstock, nahe des Bahnhofs, an der Ringstraße, kurz vor der Einmündung in die Pritzwalker Straße. Es handelt sich um einen verputzten, geradlinigen Saalbau mit einem Westturm, der im Jahr 1910/11 von Regierungsbaumeister Otto Blell in einer eklektizistischen Mischung aus barocken und klassizistischen Elementen erbaut wurde. Das einheitlich geplante Pfarrhaus schließt sich westlich an die Kirche an und steht ebenfalls unter Denkmalschutz. Das Kirchengebäude verfügt über eine glockenförmige Turmhaube sowie eine tonnengewölbte Kassettendecke. Nach dem Zweiten Weltkrieg wurde ein großes Fenster in der Apsis zugemauert. Aus den 1960er-Jahren stammt ein von Alfons Bittner gefertigtes Mosaik-Kreuz, das dem Havelberger Tatzenkreuz nachempfunden ist, sowie ein Tabernakel. Die Madonna in der Kirche ist eine Kopie einer Figur von Tilman Riemenschneider.